# Regionalpark

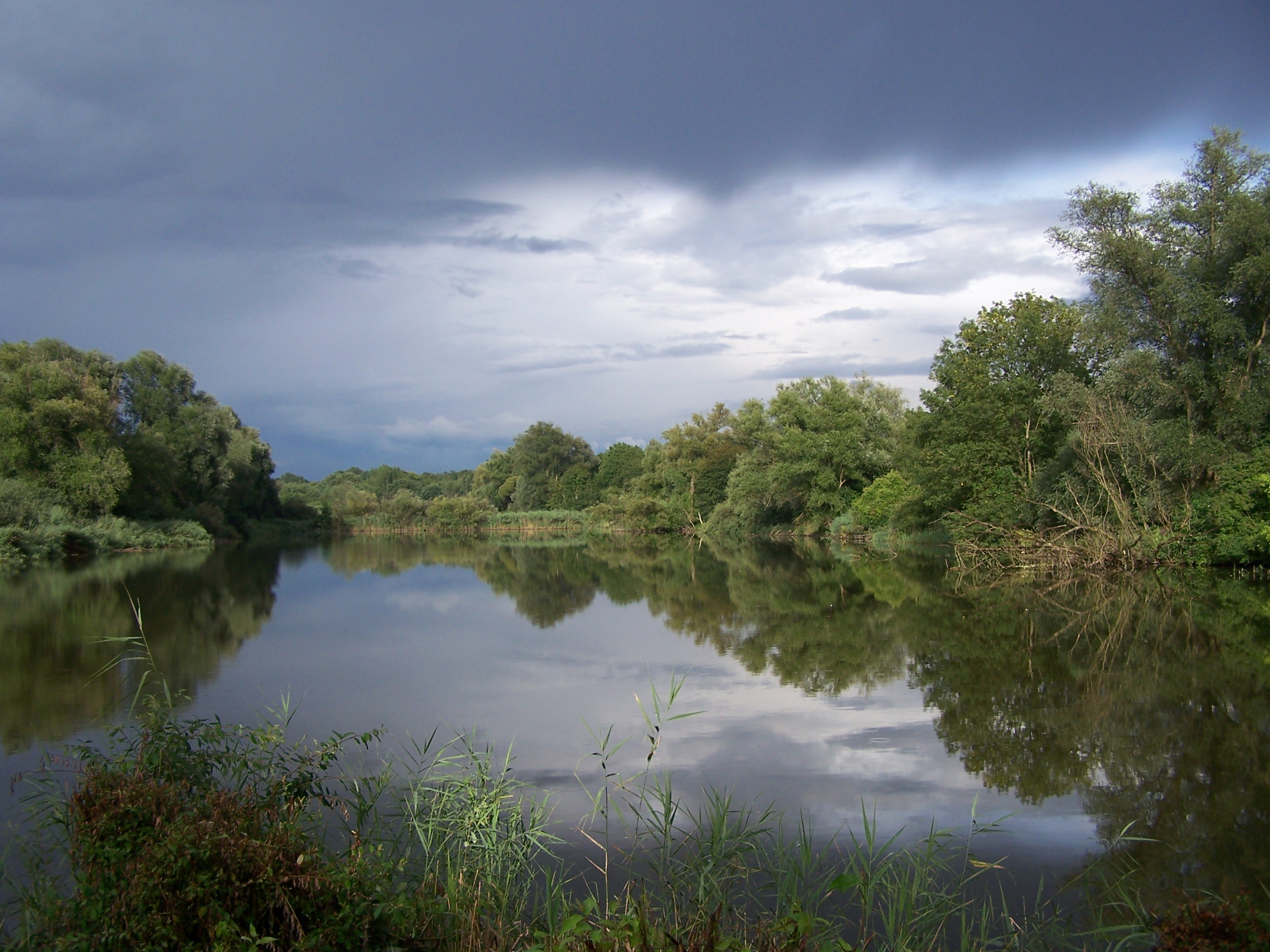
Regionalparks als Konzepte stadtregionaler
Freiraumentwicklung

Unter Regionalparks versteht man in Deutschland Instrumente der Regionalplanung für ein landschaftsbezogenes Regionalmanagement in Stadtregionen. Die Etablierung und Umsetzung von Regionalparks dient der strategischen Stärkung der Freiraumbelange gegenüber anderen Belangen der Raumnutzung (etwa des Wohnungsbaus oder der Gewerbeentwicklung) im Sinne einer multifunktionalen Freiraumentwicklung. Da Regionalparks informelle Instrumente sind, gehen von ihnen keine restringierenden Wirkungen aus.

## Merkmale
Wesentliches Merkmal der Regionalparks ist ihre Projektorientierung. Unter dem Dach stadtregionaler Regionalparkpläne oder -strategien werden Projekte in Bereichen wie Naherholung, Sport, Landschaftskunst, Erhalt des Kulturerbes, urbane Landwirtschaft oder Naturschutz realisiert. Diese multifunktionale Entwicklung der Stadtlandschaft dient zugleich aus regionalwirtschaftlicher Perspektive als Strategie zur Stärkung der so genannten weichen Standortfaktoren.
Regionalparks sind regionale Klammern lokaler und interkommunaler Freiraumprojekte. Als stadtregionale Leitprojekte bündeln und vernetzen sie dezentrale Maßnahmen der Landschaftsentwicklung. Regionalparks generieren Leitbilder und Maßnahmen für die Qualifizierung der Stadtlandschaft. Sie eröffnen Potenziale dafür, neue Gestalt- und Nutzungsqualitäten für die Verzahnung von Freiraum und bebautem Raum in der Kulturlandschaft einer Stadtregion zu entwickeln. Im zunehmend bedeutsamer werdenden Übergangsbereich von Stadt und Land – der so genannten Zwischenstadt – können auf diese Weise Modelle für eine nachhaltige Stadt-Umland-Entwicklung erprobt werden.
Regionalparks sind – anders als die im Bundesnaturschutzgesetz normierten Naturparke, Biosphärenreservate und Nationalparks – keine formellen Schutzgebiete. Regionalparkziele und abgeleitete Planungsinhalte werden zwar häufig in Landesentwicklungspläne, Regionalpläne oder Landschaftspläne übernommen; ihre wesentliche Steuerungswirkung für den Schutz und die Entwicklung der Freiräume entfalten Regionalparks aber nicht über diese formellen Instrumente, sondern über die kooperative Entwicklung und Umsetzung von Projekten. Interkommunale Kooperation sowie die Kooperation mit Landnutzern, Flächeneignern und Organisationen der Zivilgesellschaft sind wesentliche Erfolgsfaktoren der Regionalparkentwicklung.
Organisationen der Regionalparkentwicklung sind öffentlich finanzierte Projektgesellschaften (Rechtsform GmbH), regionale Planungsverbände oder Fördervereine.

## Beispiele für Regionalparks in Deutschland
Pioniere der Regionalparkentwicklung in Deutschland sind seit den frühen 1990er Jahren der Emscher Landschaftspark sowie der Regionalpark RheinMain. 

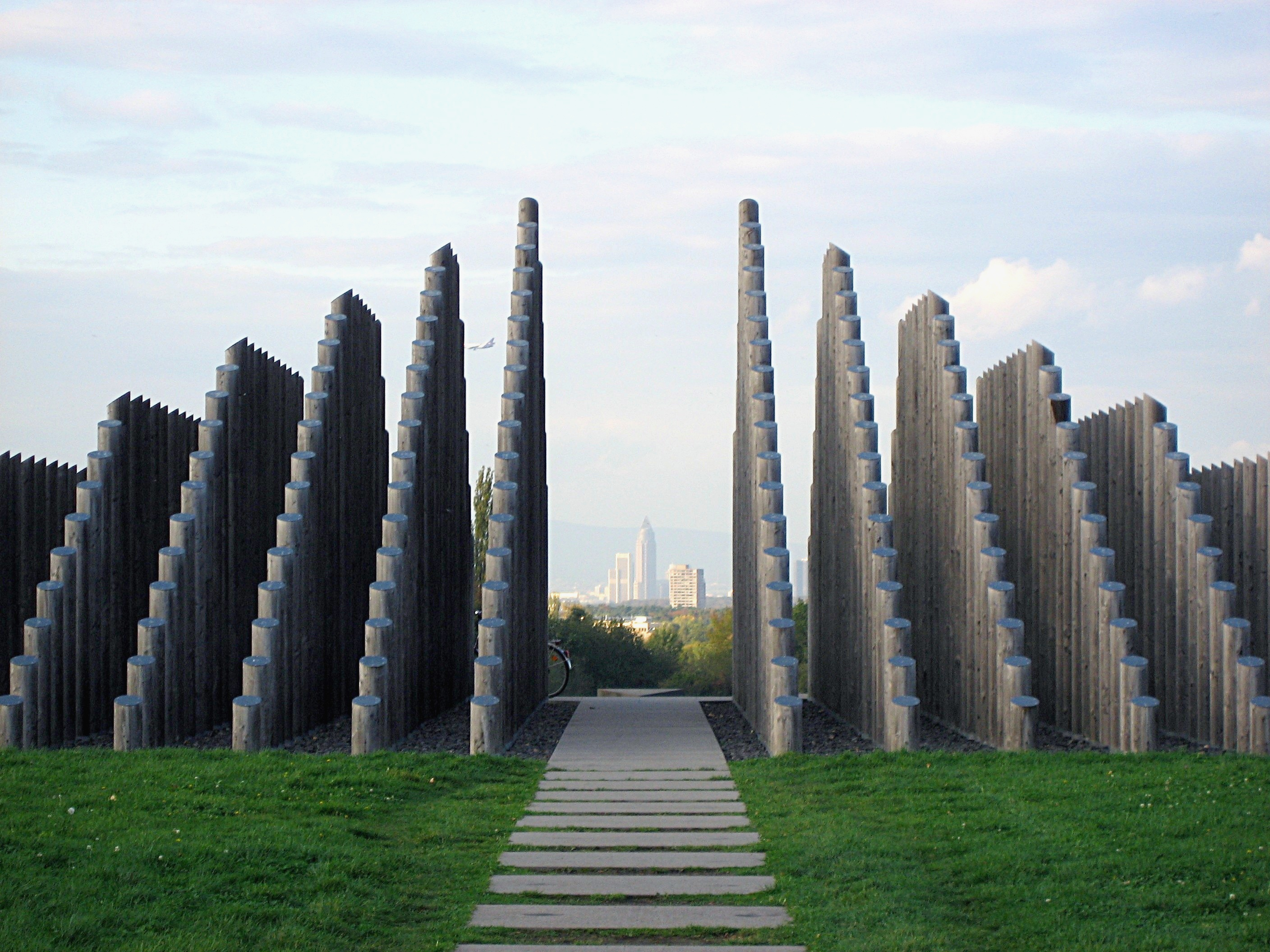
Stangenpyramide im Regionalpark RheinMain

Der Emscher Landschaftspark war von 1989 bis 1999 ein Leitprojekt der Internationalen Bauausstellung (IBA) Emscher Park. Die Aufwertung der industriell geprägten Kulturlandschaft in sieben Nord-Süd-Grünzügen und einem neu definierten Ost-West-Grünzug ist eine Hauptaufgabe der Regionalparkentwicklung im nördlichen Ruhrgebiet. Parkprojekte auf ehemaligen Industriearealen, Projekte der Landmarkenkunst, der ökologische Umbau des Fließgewässersystems der Emscher und regionsweite Rad- und Wanderrouten bilden u. a. die materielle Basis des Emscher Landschaftsparks. Träger des Emscher Landschaftsparks waren in den 1990er Jahren der Kommunalverband Ruhrgebiet (KVR) und die Planungsgesellschaft der IBA Emscher Park. Wesentliche Akteure seitdem waren bzw. sind der Regionalverband Ruhr (in Rechtsnachfolge des KVR) und die Projekt Ruhr GmbH. Zudem steigt die Bedeutung des kommunalen bzw. interkommunalen Engagements, das bereits zu IBA-Zeiten in Interkommunalen Arbeitsgemeinschaften institutionalisiert wurde. Das derzeit gültige regionale Planwerk ist der Masterplan Emscher Landschaftspark 2010.
Der Regionalpark RheinMain wird seit den frühen 1990er Jahren auf der Grundlage des Engagements des regionalen Planungsverbands (Umlandverband Frankfurt bis 2001, seitdem Planungsverband Ballungsraum Frankfurt/Rhein-Main) und der unter seiner Beteiligung gegründeten gemeinnützigen Gesellschaften (Regionalpark Dachgesellschaft seit 2005 und diversen teilräumlich operierenden interkommunalen Durchführungsgesellschaften) konzipiert und realisiert. Wesentliches Element des Regionalparks ist ein Netz von parkartig gestalteten Wegen, den Regionalparkrouten, das vielfältige Freiraumprojekte miteinander verbindet. Es bildet das Rückgrat der formell gesicherten regionalen Grünzüge, welche als ein zusammenhängendes System attraktiver Freiräume erlebbar gemacht werden sollen. Auch der GrünGürtel Frankfurt ist als flächenhaftes kommunales Konzept zum Schutz und zur Entwicklung der Freiräume in die Regionalparkentwicklung integriert worden.
Die Kette der Regionalparks in Brandenburg und Berlin wird seit Ende der 1990er Jahre auf der Grundlage landesplanerischer Grundsätze (Gemeinsames Landesentwicklungsprogramm der Länder Berlin und Brandenburg sowie Gemeinsamer Landesentwicklungsplan für den engeren Verflechtungsraum Brandenburg-Berlin) entwickelt. Acht einzelne Regionalparks, die von den Außenbereichen der Berliner Bezirke weit in das brandenburgische Stadtumland der Bundeshauptstadt reichen, sollen demnach von den Akteuren vor Ort (u. a. Berliner Bezirke, brandenburgische Landkreise und Kommunen, Landwirte, Naherholungsdienstleister, Vertreter bürgerschaftlichen Engagements) gestaltet werden. Mit dem Aufbau einer Naherholungsbranche und der nachhaltigen Bewirtschaftung der Freiräume sollen Möglichkeiten aufgezeigt werden, um vom Freiraumerhalt in wirtschaftlicher Hinsicht zu profitieren. Als landesplanerisches Angebot ohne Aufbau eines zentralen Regionalparkmanagements und ohne geregelte finanzielle Unterstützung ist die Entwicklung der Regionalparks vom Engagement der Kommunen und der übrigen Akteure vor Ort abhängig. Die Entwicklungsfortschritte der Regionalparks sind daher äußerst unterschiedlich.
Weitere Beispiele für Regionalparks oder regionalparkähnliche Ansätze informeller Freiraumentwicklung in Stadtregionen sind:
- der Regionalpark Saar,
- der Regionale Landschaftspark Rhein-Neckar-Pfalz,
- der Landschaftspark Niederrhein,
- der Landschaftspark Region Stuttgart,
- der Grüne Ring Leipzig,
- der Grüne Ring Hannover,
- der Grüne Ring Region Bremen,
- der Landschaftspark Bodensee-Oberschwaben,
- der Regionalpark Wedeler Au / Rissen-Sülldorfer Feldmark,
- der Regionalpark Rosengarten sowie
- der Regionalpark Rheingau.

### Konferenz der Regionalparks und Grünen Ringe (KORG)
Unter dem Namen „Konferenz der Regionalparks und Grünen Ringe (KORG)“ existiert seit 2012 ein informelles Netzwerk von (Stadt-)Regionen auf Bundesebene. KORG setzt sich für die Qualifizierung und Stärkung des Freiraums in Deutschland ein und vereint aktuell 13 Regionalparks und Grünen Ringe in Deutschland.

## Regionalparks in der Planungspraxis anderer europäischer Staaten
Die Green Belts (z. B. rund um London) oder der Mersey Waterfront Regional Park in Großbritannien, der Agglopark Limmattal in der Schweiz, der Wiener Grüngürtel oder das Groene Hart van de Randstad in den Niederlanden sind den deutschen Regionalparks vergleichbar, werden aber nicht so bezeichnet.
Die 58 Parcs Naturels Régionaux in Frankreich und die 146 Parchi Regionali in Italien sind dagegen – von Ausnahmen in Mailand und Paris abgesehen – aufgrund ihres ländlichen Raumbezugs und ihrer formellen Verfasstheit eher mit den deutschen Naturparks vergleichbar.